# Polygenis
Polygenis är ett släkte av loppor. Polygenis ingår i familjen Rhopalopsyllidae.

## Dottertaxa tillPolygenis, i alfabetisk ordning[1]
- Polygenis acodontis
- Polygenis adelus
- Polygenis adocetus
- Polygenis atopus
- Polygenis axius
- Polygenis bohlsi
- Polygenis brachinus
- Polygenis byturus
- Polygenis caucensis
- Polygenis delpontei
- Polygenis dendrobius
- Polygenis dunni
- Polygenis floridanus
- Polygenis frustratus
- Polygenis guimaraesi
- Polygenis gwyni
- Polygenis hopkinsi
- Polygenis impavidus
- Polygenis klagesi
- Polygenis lakoi
- Polygenis litargus
- Polygenis litus
- Polygenis lopesi
- Polygenis martinezbaezi
- Polygenis massoiai
- Polygenis nitidus
- Polygenis occidentalis
- Polygenis odiosus
- Polygenis peronis
- Polygenis platensis
- Polygenis pradoi
- Polygenis puelche
- Polygenis pygaerus
- Polygenis rimatus
- Polygenis roberti
- Polygenis rozeboomi
- Polygenis thurmani
- Polygenis trapidoi
- Polygenis tripus
- Polygenis vazquezi